# Кастро, Инес де
Инес де Кастро (исп. Inés de Castro) или Ине́ш де Ка́штру (порт. Inês de Castro 1325 — 7 января 1355) — фаворитка португальского короля Педру I, после смерти признанная его женой. История их любви считается одной из самых ярких в португальской истории.

## Биография
Родилась в семье кастильского феодала Педро Фернандеса де Кастро и Адольфы Лоренсо де Вальядарес. Будучи придворной дамой Констансы Мануэль, супруги португальского инфанта дона Педру, сына короля Афонсу IV, Инес де Кастро пленила Педру своей красотой, тогда как её сестру Хуану взял в жёны кастильский король Педро Жестокий.
Король Педру после восшествия на трон в мае 1357 года утверждал, что он тайно обвенчался с Инес де Кастро (как только не стало его жены Констансы). Однако документальных подтверждений этого не найдено.
У дона Педру был законный наследник от Констансы, впоследствии король Португалии Фернанду I, а также четыре незаконнорождённых ребёнка от Инес (три сына и дочь, один из сыновей умер в младенчестве). Король Афонсу IV и его приближённые опасались, что сыновья Инес в будущем попытаются оспаривать права на престол законного наследника Фернанду и тем ввергнут страну в братоубийственную войну. В то же время братья Инес побуждали Дона Педру вступить в борьбу за кастильский престол, что также неизбежно грозило войной с Кастилией и пугало короля Афонсу IV.
Король несколько раз безуспешно пытался женить инфанта, но тот отказывался. Тогда королевский совет решил умертвить Инес де Кастро. Однажды, когда Дон Педру отлучился, король отправился к Инес де Кастро во дворец Санта-Клара в Коимбре, но, по легенде, тронутый видом несчастной женщины, которая со своими детьми бросилась к его ногам, умоляя о пощаде, не решился привести в исполнение жестокое намерение.
Однако советникам короля удалось добиться разрешения совершить убийство, и 7 января 1355 года Инес де Кастро была обезглавлена.
Убийство Инес возмутило инфанта, который восстал против отца и вверг страну в длительную гражданскую войну, закончившуюся, по требованию народа, примирением сторон. Вскоре после этого король умер.
После смерти Афонсу IV в 1357 году советники Перу Коэльу (порт. Pêro Coelho), Алвару Гонсалвиш (порт. Álvaro Gonçalves) и Диого Лопеш Пашеку (порт. Diogo Lopes Pacheco), причастные к казни Инес де Кастро, бежали в Кастилию, но Коэльо и Гонсалвиш были выданы Педру I и преданы жестокой казни, несмотря на обещания пощады, данные ранее новым королём. По преданию, король лично выдрал им сердца, одному из груди, а другому со спины.
Согласно известной легенде, Педру I приказал вынуть из могилы тело Инес де Кастро, облечь его в королевские одеяния, надеть корону, посадить на трон и оказывать королевские почести, присягая на верность посредством целования руки её трупа.
В 1361 году тело Инес де Кастро торжественно перенесли из монастыря св. Клары в Коимбре и захоронили в саркофаге в монастыре Алкобаса. Дон Педру I умер 18 января 1367 года и, согласно завещанию, был похоронен напротив своей возлюбленной.

## Дети Педру I и Инес де Кастро
- Принц Афонсу (1346—1346), умер в младенчестве, вскоре после рождения.
- Инфанта Беатриса, графиня Альбуркерке, (1347—1381), замужем за Санчо Альфонсо Кастильским, графом Альбуркерке и Аро.
- Инфант Жуан (1349—1397), претендент на престол во время гражданской войны 1383—1385.
- Инфант Диниш (1354—1397), претендент на престол во время гражданской войны 1383—1385.

## Образ Инес де Кастро в искусстве
История Инес де Кастро многократно служила темой для произведений искусства.
В литературе
- 1556 — Луиш де Камоэнс. Эпопея «Лузиады» (стих 118—137).
- 1550-е годы — Антониу Феррейра. Трагедия «Каштру» (опубликована в 1587 году).
- 1577 — Херонимо Бермудес. «Первые испанские трагедии».
- 1819—1820 — Виктор Гюго. Пьеса «Инес де Кастро».
- 1840-е — Анна Элиза Брей. «The Talba of Portugal»[3].
- 1910 — Татьяна Щепкина-Куперник. Новелла «Инес де Кастро».
- 1949 — Анри де Монтерлан. Пьеса «Мёртвая королева».
- 2005 — Жильбер Синуэ. Роман «La Reine crucifiée».

В кинематографе
- 1910 — «Rainha depois de Morta, Inês de Castro» (пр-во Португалии).
- 1944 — «Инес де Кастро» (пр-во Испании и Португалии), реж. Manuel Augusto García Viñolas, Жозе Лейтан ди Барруш.
- 1961 — «Мёртвая королева» (пр-во Франции), в гл. роли — Ж. Казиль.
- 2009 — «Мёртвая королева» (пр-во Франции), реж. Пьер Бутрон, в гл. ролях — Г. Бона, Т. Жуанне, М. Омон.

В музыке
- Более 20 опер называются «Инес де Кастро», среди них:
  - Опера Николо Антонио Дзингарелли (1798)

В изобразительном искусстве
- Карл Брюллов. «Смерть Инессы де Кастро» (1834), холст, масло. 213х290,5 см. Государственный Русский музей